# 福岡県西方沖地震
福岡県西方沖地震（ふくおかけんせいほうおきじしん）は、2005年（平成17年）3月20日午前10時53分に福岡県北西沖の玄界灘で発生した、気象庁マグニチュード7.0（Mw 6.7）、最大震度6弱の地震。震源に近い福岡市西区の玄界島で住宅の半数が全壊する被害となったのをはじめ、同区能古島、西浦、宮浦、東区志賀島などの沿岸地区で大きな被害となった。福岡市および志摩町・前原市（現・糸島市）と周辺市町村を中心に被害が発生した。死者1名、負傷者約1,200名、住家全壊約140棟。福岡市付近では有史以来もっとも大きな地震となった。

## 名称
気象庁は報道発表では「福岡県西方沖の地震」と呼称した。福岡県および福岡市のほか、主要マスメディアでは朝日新聞、NHKが「福岡県西方沖地震」を使用している一方、西日本新聞と読売新聞は「福岡沖地震」、毎日新聞は「福岡沖玄界地震」をそれぞれ使用している。

## 地震のメカニズム

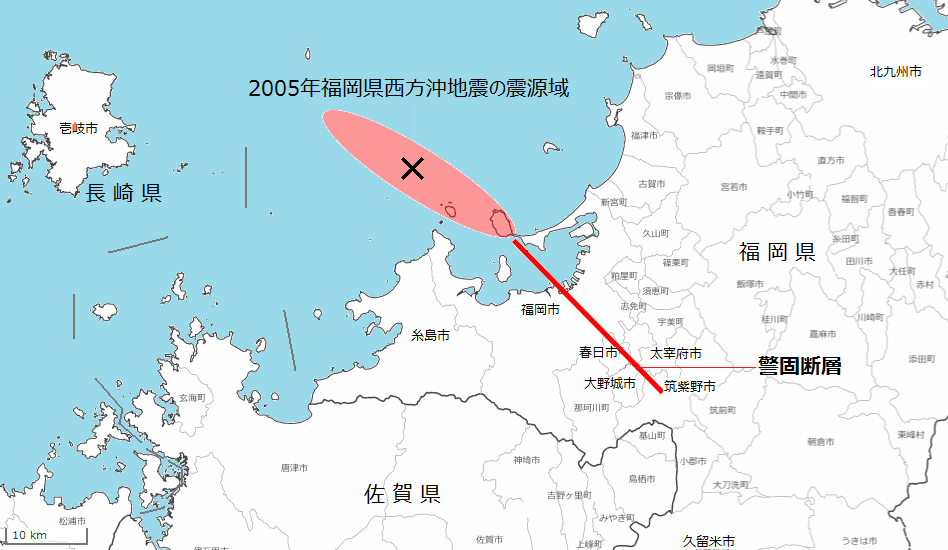
ピンク色の楕円の領域が震源域（警固断層帯北西部）、赤色の細い線が警固断層（警固断層帯南東部）

地震が発生したのは、2005年（平成17年）3月20日の日曜日、祝日・春分の日であり、3連休の中日だった。発生時刻は日本時間の10時53分40.3秒、震源は福岡県北西沖（発生当時の震央地名は「福岡県西方沖」）の北緯33度44.3分 東経130度10.5分 / 北緯33.7383度 東経130.1750度、震源の深さは9キロ。博多湾口に近い玄界灘の離島である玄界島（福岡市西区玄界島）から北西に約8キロ、糸島半島北端の西浦崎（福岡市西区西浦）から北北西に約9キロの地点にあたる。
気象庁によると地震の規模は、地震波の振幅に比例する気象庁マグニチュード(Mj)で7.0、断層破壊の規模に比例するモーメントマグニチュード(Mw)で6.7だった。
地殻を構成する大陸プレート（ユーラシアプレートあるいはアムールプレート）内で発生した地震、いわゆる内陸地殻内地震である。発震機構は東西方向に圧力軸を持つ横ずれ断層型で、断層面は地面に対して垂直であり、余震分布から北西-南東方向に延びる左横ずれ断層と考えられている。
この地震を起こした震源断層は、政府の地震調査委員会により「福岡県北西沖の断層」と仮称されている。ただし、地震発生当時はこの断層の存在は知られていなかった。
地震による震源断層のすべり量は資料により開きがあるが、気象研究所によると最大約1.7メートル、西村らによると最大約1.9メートル、浅野らによると最大約3メートルなどと推定されている。
福岡管区気象台の解析では、震源から約30キロ離れた福岡市早良区の地震計において、地震発生約7秒後の10時53分47秒に初期微動が始まり4秒後に主要動が到達、20秒程度続いた。これらから地震を引き起こした断層破壊の継続時間は十数秒間と推定され、この規模の地震としては比較的短かった。
余震域は、志賀島付近を南東端としてそこから北西方向に約30キロにわたって分布した。ただし北西端付近と南東端付近の2か所は断層の走行がやや屈曲している。また、メインの余震域の東側の少し離れたところ、海の中道付近には本震から時間を置いて1日後の3月21日から活動が活発化した小さな余震域がある。この小さな余震域は石堂-海の中道断層の位置と一致している。

### 周辺における過去の地震と地質
福岡県北西沖の海域の地震活動はこれまで低調であり、前例となる地震活動の記録がほとんどなかった。地震以前に刊行された地質学の文献においても、別府島原地溝帯より北側の北部九州は比較的地質が安定しており「たまに小さな地震が起こるくらい」とする記述もみられた。麻生渡福岡県知事（当時）も地震当日に「福岡は大地震がないと言われてきただけに、大きな衝撃だ」と語っている。地震当日に会見を行った気象庁の山本雅博地震津波監視課長（当時）は「非常に珍しいところで起きた」とした一方、「百年単位では大規模地震の発生はなかったが、千年単位では繰り返していたのかもしれない」ともコメントしている。
福岡市や糸島半島付近の陸地を見ても、過去最大の地震は1898年8月の糸島地震（M6.0, M5.8）、次いで1929年8月の博多湾付近の地震（M5.1）、1930年2月の雷山付近の地震（M5.0）が知られているのみで、古文書によるものを含めてもM7級の地震は前例がなく、福岡市および糸島半島付近では有史以来最大の地震となった。またこの地震で、震度の記録が整備された1926年以降、福岡県内と佐賀県内でそれぞれ初めて震度5（弱）以上の揺れを観測した。
また、やや範囲を広げて福岡県、佐賀県および長崎県壱岐地方を見ると、1700年の壱岐・対馬付近の地震（M7）や679年筑紫地震（M6.5 - 7.5）などが知られており、この地震は約300年ぶりの規模となった。それでも、北部九州の日本海側（玄界灘沿い）は日本の中でも相対的に地震活動が低く、時としてM7程度の地震が発生するものとされ、同じ北部九州でも豊後水道ではM7.5程度の地震の例があるのとは対照的である。また九州地方で震度6弱以上を観測する地震としては、1997年5月の鹿児島県北西部地震以来となった。
この地震の震源域に既に知られている活断層はなかった。地震後の海底探査などでも、震源域付近の海底に活断層の証拠となる段差は発見されていない。横ずれ断層では段差が生じにくく、さらに海底であることが発見を難しくしていると考えられている。しかし震源域（余震域）から10キロほど北東には、この地震の余震分布と同じ北西-南東方向に延びる長さ数キロの海底活断層が2か所存在することが知られていた。また、福岡県北部には同じく北西-南東方向に延びる活断層が複数あり、福岡市中心部を縦断する警固断層もその1つである。
特にこの地震の余震域はほぼ警固断層の延長線上にあり、地震後にその関連性が調査されることとなった。2007年の地震調査委員会の評価では、この地震の震源域は警固断層そのものではないと断定したが、「警固断層帯」として一括りにし、確率は低いが2つの断層が連動して地震を起こす可能性に含みを持たせている。

### 余震
2005年6月末までの3ヵ月あまりの間に、震度1以上の余震は375回発生している。最大震度別の内訳は震度5強が1回、震度4は7回、震度3が23回、震度2が118回、震度1が226回発生しているのである。ただし、3月21日18時までは震度計がなかった玄界島の震度を反映していない。またマグニチュード（M）で見ると、同じ期間でM3以上の余震は265回発生しており、内訳はM3クラスが236回、M4クラスが24回、M5クラスが5回となっている。
本震発生後、気象庁によると最大で震度5弱程度、ところによっては震度5強の余震が発生する可能性があるとして注意を呼びかけた。24日には震度4程度の可能性に変更された。
本震から丸1か月後の4月20日6時11分には、M5.8、最大震度5強の最大余震が発生した。発震機構は東西方向に圧力軸を持つ横ずれ断層型で、本震と同じ型である。本震と同じ程度の強い揺れとなった地域もあり、この余震でも人的・物的被害が生じている。
本震からの時間経過とともに余震が減衰傾向にある中、余震域の南東側で特徴的な活動が発生した。余震域南東側の志賀島付近では本震後にまとまった余震活動が発生し、一時的に4月上旬から中旬にかけて地震が比較的少ない状態となったあと、4月20日にM5.8、震度5強の最大余震が発生する経過をたどった。一方、一連の余震域から10キロほど東側に離れた海の中道付近でも、本震翌日の3月21日からまとまった余震活動が発生したが、4月中旬から活動が低下している。
| 日付    | 回数 | 回数                                | 最大震度 |         | 日付 | 回数                                | 回数 | 最大震度 |
| 日付    | 計   | 玄界島のみ 震度1以上を 観測した回数 | 最大震度 | 計      | 日付 | 玄界島のみ 震度1以上を 観測した回数 |      | 最大震度 |
| 3月20日 | 112  | ―                                   | 3        | 4月10日 | 3    | 2                                   | 4    |          |
| 3月21日 | 34   | (18時から)7                         | 3        | 4月11日 | 1    | 1                                   | 1    |          |
| 3月22日 | 26   | 14                                  | 4        | 4月12日 | 2    | 2                                   | 1    |          |
| 3月23日 | 11   | 9                                   | 3        | 4月13日 | 2    | ―                                   | 2    |          |
| 3月24日 | 16   | 8                                   | 3        | 4月14日 | 2    | ―                                   | 3    |          |
| 3月25日 | 15   | 6                                   | 3        | 4月15日 | 1    | ―                                   | 1    |          |
| 3月26日 | 11   | 6                                   | 2        | 4月16日 | 2    | ―                                   | 2    |          |
| 3月27日 | 10   | 6                                   | 3        | 4月17日 | 0    | ―                                   | ―    |          |
| 3月28日 | 8    | 3                                   | 2        | 4月18日 | 1    | ―                                   | 2    |          |
| 3月29日 | 2    | ―                                   | 2        | 4月19日 | 0    | ―                                   | ―    |          |
| 3月30日 | 0    | ―                                   | ―        | 4月20日 | 14   | 1                                   | 5強  |          |
| 3月31日 | 4    | 4                                   | 2        | 4月21日 | 4    | 1                                   | 2    |          |
| 4月01日 | 3    | ―                                   | 4        | 4月22日 | 2    | ―                                   | 1    |          |
| 4月02日 | 3    | 2                                   | 1        | 4月23日 | 3    | 1                                   | 1    |          |
| 4月03日 | 8    | 6                                   | 3        | 4月24日 | 2    | ―                                   | 2    |          |
| 4月04日 | 8    | 5                                   | 2        | 4月25日 | 1    | ―                                   | 1    |          |
| 4月05日 | 6    | 4                                   | 2        | 4月26日 | 1    | 1                                   | 1    |          |
| 4月06日 | 4    | 1                                   | 3        | 4月27日 | 1    | 1                                   | 1    |          |
| 4月07日 | 5    | 3                                   | 4        | 4月28日 | 2    | 1                                   | 2    |          |
| 4月08日 | 3    | ―                                   | 3        | 4月29日 | 0    | ―                                   | ―    |          |
| 4月09日 | 1    | 1                                   | 2        | 4月30日 | 1    | 1                                   | 1    |          |

| 発生日時                  | 震央           | 座標                                                          | 深さ | 規模Mj | 規模Mw | 最大震度 | 区別 |
| ------------------------- | -------------- | ------------------------------------------------------------- | ---- | ------ | ------ | -------- | ---- |
| 2005年3月20日10時53分40.3 | 福岡県北西沖   | 北緯33度44.3分 東経130度10.5分 / 北緯33.7383度 東経130.1750度 | 09km | 7.0    | 6.7    | 震度6弱  | 本震 |
| 2005年3月22日15時55分33.4 | 福岡県北西沖   | 北緯33度43.5分 東経130度10.6分 / 北緯33.7250度 東経130.1767度 | 11km | 5.4    | 5.1    | 震度4    | 余震 |
| 2005年4月10日20時34分37.8 | 福岡県北西沖   | 北緯33度40.1分 東経130度16.9分 / 北緯33.6683度 東経130.2817度 | 05km | 5.0    |        | 震度4    | 余震 |
| 2005年4月20日06時11分26.8 | 福岡県北西沖   | 北緯33度40.6分 東経130度17.2分 / 北緯33.6767度 東経130.2867度 | 14km | 5.8    | 5.5    | 震度5強  | 余震 |
| 2005年4月20日09時09分42.9 | 福岡県北西沖   | 北緯33度40.7分 東経130度17.0分 / 北緯33.6783度 東経130.2833度 | 13km | 5.1    |        | 震度4    | 余震 |
| 2005年5月02日01時23分57.6 | 福岡県福岡地方 | 北緯33度40.2分 東経130度19.2分 / 北緯33.6700度 東経130.3200度 | 11km | 5.0    |        | 震度4    | 余震 |

## 地殻変動
国土地理院はGPS観測を行っている電子基準点の位置について地震の前後で比較を行った。「福岡」（福岡市東区志賀島）で南西に約17センチ、「前原」（糸島市前原）で南に9センチ、「古賀」（古賀市）で西に6センチの変位をそれぞれ観測した。また、三角点についても再測量を行い、玄界島で南に約38センチの変位を観測したのをはじめ、東区の一部を除いた福岡市と前原、志摩など震源域の南西側では、沿岸を中心に南に10センチ前後の変位を観測した。一方、新宮や相島など震源域の北東側では、西方向の変位を観測した。

## 観測・推定された揺れ

### 本震

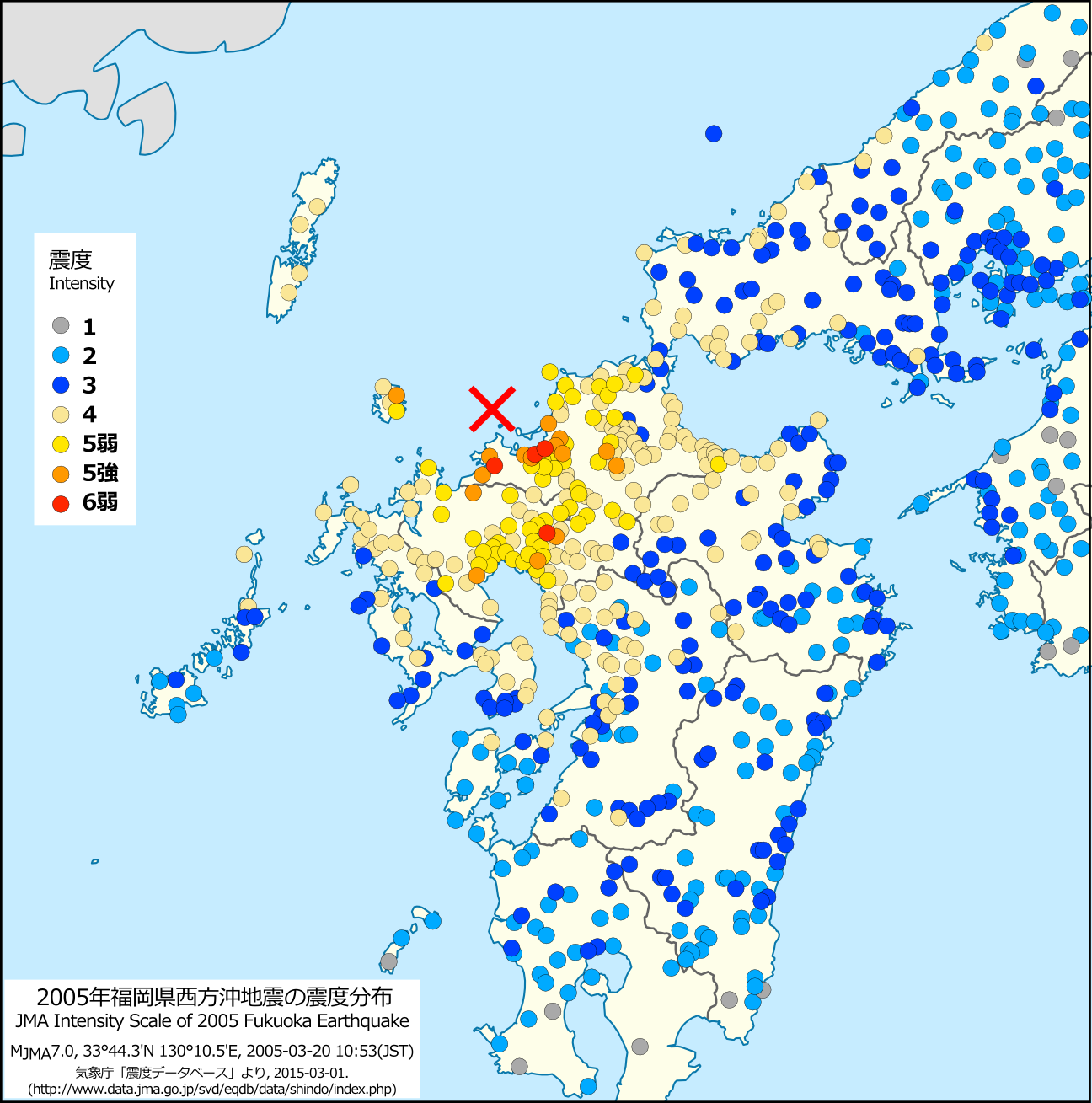
本震での九州および中国・四国西部の各地点の震度

この地震最大の震度6弱を観測したのは4地点で、福岡県内では福岡市東区東浜、中央区舞鶴、前原市（現糸島市）前原西の3地点、佐賀県内ではみやき町北茂安の1地点となっている。福岡県内の3地点は震央から約30キロであるのに対し、佐賀県みやき町は震央から60キロとやや離れている。また、福岡県福岡地方の広い範囲と筑後地方・筑豊地方の一部、佐賀県と長崎県壱岐の一部で震度5強となった。福岡県、佐賀県および長崎県北部と壱岐・対馬、大分県北部はほとんどが震度4以上となり、このほか熊本県、長崎県、山口県、島根県でも複数の地点で震度4を観測している。
これら観測値と同様に気象庁の推計震度分布図によれば、博多湾沿岸の広い範囲と、筑後川流域、唐津湾沿岸のそれぞれ一部で推定震度5強、ところによっては推定震度6弱の地域が分布している。また、福岡平野から筑紫山地西部にかけての地域と筑紫平野の全域に推定震度5弱の地域が分布している。
また、九州と四国・中国地方のほとんどの地点で有感（震度1以上）となり、近畿地方・中部地方の平野部や沿岸部でも有感となった。もっとも震源から遠い地点では東京都板橋区と神奈川県綾瀬市で震度1を観測した。
このように本州方面では震央から500キロ以遠でも有感となった一方で、南方面では鹿児島県の本土で有感の地点があった（指宿市が有感最南）が、震央から300キロの種子島以南の奄美諸島・沖縄県では無感（震度1未満）となった。これは九州南部の火山地帯で「Lg波」と呼ばれる地震波が大きく減衰する影響によるものと考えられている。
地震波形の解析により、九州や本州の構造盆地で長周期地震動の増幅が発生していたことが分かっている。長周期成分の周期には幅があるが、福岡県・佐賀県の筑紫平野では約5秒周期、熊本県の人吉盆地では約3秒周期の地震動がピークを示した。
震源に近い玄界島には、3月20日の本震の時点では震度計が置かれていなかった。本震における玄界島の震度はいくつかの推定が発表されているが、幅がある。地震学者の武村雅之は余震のデータを基に推定で震度6弱（5.9）とする試算結果を発表している。筑波大学の境有紀の話によれば、住宅被害の多くが地盤崩壊や崖崩れを伴い建物自体が地震動で大きく破壊されたとは考えづらいものの、屋根瓦の被害率が高い状況などから震度6強相当ではないかとHP上で発表している。東京大学地震研究所の三宅弘恵らの研究チームは、余震の観測記録をもとに本震の地震動をシミュレーションし、推定で震度7（6.5）に達した可能性があるという試算結果を発表している。気象庁は玄界島の被害程度の調査を行っており、山本雅博地震津波監視課長（当時）は記者会見で「調査結果を総合的に見ると震度6弱程度ではないか」とコメントしている。なお、気象庁は地震機動観測班を派遣して玄界島漁村センター（福岡市西区玄界島）に震度計を設置し、3月21日18時から観測を開始した。
| 震度 | 都道府県 | 観測点名 |
| ---- | -------- | --- |
| 6弱  | 福岡県   | 福岡東区東浜・福岡中央区舞鶴・前原市前原西 |
| 6弱  | 佐賀県   | みやき町北茂安 |
| 5強  | 福岡県   | 福岡中央区大濠・福岡早良区百道浜・福岡西区今宿・大川市酒見・春日市原町・久留米市津福本町・須恵町須恵・福岡新宮町緑ヶ浜・福岡志摩町初・二丈町深江・碓井町上臼井・穂波町忠隈・久山町久原・粕屋町仲原 |
| 5強  | 佐賀県   | 上峰町坊所・白石町有明・七山村滝川 |
| 5強  | 長崎県   | 壱岐市芦辺町芦辺 |
| 5弱  | 福岡県   | 福岡博多区博多駅前・福岡城南区神松寺・福岡南区塩原・北九州八幡西区相生町・北九州戸畑区千防・中間市中間・久留米市北野町・久留米市城島町・大野城市曙町・福津市津屋崎・柳川市本町・小郡市小郡・うきは市浮羽町・直方市新町・飯塚市川島・宗像市東郷・宗像市江口・大島村大島・那珂川町西隈・志免町志免・宇美町宇美・篠栗町篠栗・遠賀町今古賀・若宮町福丸・筑穂町長尾・高田町濃施・夜須町下高場・夜須町篠隈・朝倉町宮野・大木町八町牟田・大刀洗町冨多 |
| 5弱  | 佐賀県   | 小城市芦刈・小城市牛津・小城市三日月・唐津市西城内・唐津市北波多・唐津市呼子・鳥栖市宿町・多久市北多久町・久保田町新田・諸富町諸富津・川副町鹿江・佐賀大和町尼寺・東与賀町下古賀・佐賀千代田町直鳥・佐賀神埼町神埼・三田川町吉田・三瀬村三瀬・佐賀嬉野町役場・江北町山口・佐賀北方町志久・白石町福田・白石町福富・みやき町中原 |
| 5弱  | 長崎県   | 壱岐市石田町 |
| 5弱  | 大分県   | 中津市三光 |

日本以外では、韓国でもソウルを始め広範囲で揺れを観測した。アメリカ地質調査所（USGS）の記録によれば釜山、慶州、巨済で改正メルカリ震度階級震度4を観測した。また、中国の上海では、地元紙『新民晩報』の報道によるとビルの高層階では体感で分かるほどの揺れが感じられ、食器が音を立てたり電灯が揺れたりして2分ほど揺れが続いたところもあったほか、上海市地震局でも揺れを観測した。

### 4月20日の余震
震源は志賀島付近で本震よりも九州本土に近かったため、場所によっては本震を上回る震度を観測した。博多区や南区では、本震の震度5弱を上回り震度5強となっている。福岡県と佐賀県の広い範囲と、大分県、熊本県、山口県、長崎県壱岐の一部で震度4、九州北部と中国地方・四国地方の一部で震度3、震度1以上を観測した地点は九州から近畿地方に及んだ。
| 震度 | 都道府県 | 観測点名 |
| ---- | -------- | --- |
| 5強  | 福岡県   | 福岡博多区博多駅前・福岡中央区舞鶴・福岡南区塩原・福岡早良区百道浜・春日市原町・福岡新宮町緑ヶ浜・碓井町上臼井                                                                     |
| 5弱  | 福岡県   | 福岡中央区大濠・福岡東区東浜・福岡西区今宿・福岡西区玄界島・大野城市曙町・宗像市東郷・那珂川町西隈・須恵町須恵・福岡古賀市駅東・粕屋町仲原・福津市津屋崎・若宮町福丸・夜須町下高場 |
| 5弱  | 佐賀県   | みやき町北茂安・久保田町新田 |

## 津波注意報の発表
日本の気象庁は、地震から4分後の10時57分、福岡県日本海沿岸（玄界灘沿い）と長崎県壱岐・対馬に津波注意報を発表したが、12時に解除した。津波は観測されなかった。海域の浅い地震ではあったが横ずれ断層だったため、津波は発生しなかった。
ただし福岡市では、屋外スピーカーで放送を行う同報系の防災行政無線が整備されていなかったため、避難を広く呼びかけられなかった。その後、市は、同報系ではないが防災拠点との通信を確保する地域防災無線を拡充し、避難所である市内の全小学校に整備している。
韓国でも大韓民国気象庁が地震から27分後の11時20分、南海岸、東海岸、済州島に津波注意報を発表したが、津波は観測されず12時過ぎに解除した。
また、気象庁が津波注意報を各自治体に知らせるFAXが、日曜日は職員の常駐していない部署に送信されるミスも発生した。

## 被害と復旧

### 被害の概要と負傷・救急医療
住宅被害や負傷者の大半は福岡県内で発生しており、特に福岡市が大きな割合を占めた。負傷者の8割、全壊・半壊棟数の9割、一部損壊の5割が福岡市となっている。ただ、福岡市内では全区で人的・物的被害が生じたものの、被害は限られた地域に集中し、その他では散発的な被害が見られた。
住宅の全半壊を伴うような被害が目立ったのは、福岡市西区の玄界島や能古島、同じく西区北西端の西浦地区・宮浦地区、東区の志賀島など、沿岸の漁村・農村地域だった。特に、玄界島では住宅の半数が全壊するなど大きな被害となり、約1か月間にわたって全島避難を行った。また、福岡市街地の中でも一部地域、中央区の警固断層東縁でマンションや古いビルの半壊・一部損壊が集中的に発生した。
ライフラインや交通などの都市機能にも被害は生じたが、おおむね半日から2日間程度で復旧している。
福岡市消防局のまとめによると、福岡市内で地震に伴う傷病により救急搬送された人数は地震当日の3月20日に87人、翌3月21日に6人など、4月6日までの18日間で計109人となっている。なお、このうち地震当日に玄界島から6人がヘリコプターで災害拠点病院である九州医療センターまたは済生会福岡総合病院に搬送されているほか、翌日以降の搬送人数には熱傷患者の転院による搬送なども含まれる。受傷要因別の内訳は、転倒による負傷が31人（28%）、鍋等の転倒による熱傷が19人（17%）、落下物による負傷が同じく19人（17%）、建物等の倒壊による負傷が12人（11%）などとなっている。また、年齢別では60代以上が約6割を占めた。
唯一の直接死者となった70代女性は、博多区吉塚の自宅付近にて清掃作業を終えて近所の住民と談話中、倒壊したブロック塀の下敷きとなり出血性ショックなどが原因で死亡した。このほか、福岡市で80代女性、筑紫野市で50代男性がそれぞれ飛んできた瓦で頭を打つなどして重体となった。
福岡市消防局では地震直後から119番通報が殺到し、11時30分までの40分間に約700件を超えた。建物被害への対応、救急・救助、ガス漏れなど、地震による消防車両の出動台数は延べ台数で735台に上った。福岡市内の各消防団も避難誘導や崖崩れへの対応など174件の活動を行っている。
通報が殺到して救急車の配車指示が充分とはいえなかったことに加えて、通信規制により病院間の連絡が困難となり、さらに災害時優先電話のトラブル（後述）により救急から病院への連絡にも支障が生じたため、救急患者を近くの病院から順次飛び込みで搬送する事態が発生した。唯一の死者となった女性についても、こうした背景により手当てが遅れた可能性が指摘された。のちに対策として、福岡県の救急医療情報システムの活用促進、通信支障や人手不足を前提とした受け入れ体制の分散化などのほか、福岡市医師会で携帯メールとウェブを活用した連絡システムを導入するなどしている。さらに、一つの病院に負傷者が集まり偏ってしまった教訓から、NHKテレビのデータ放送で救急医療機関の連絡先と診療状況（可否）を伝える取り組みを開始した。
| 地域                                      | 負傷者数 | 負傷者数 | 住宅被害棟数 | 住宅被害棟数 | 住宅被害棟数 | 火災 |
| 地域                                      | 死亡     | 負傷     | 全壊         | 半壊         | 一部破損     | 火災 |
| 福岡県                                    | 1        | 1,186    | 143          | 352          | 9,190        | 1    |
| 佐賀県                                    | ―        | 15       | ―            | 1            | 136          | ―    |
| 長崎県                                    | ―        | 2        | 1            | ―            | 14           | 1    |
| 山口県                                    | ―        | 1        | ―            | ―            | ―            | ―    |
| 合計                                      | 1        | 1,204    | 144          | 353          | 9,340        | 2    |
| 負傷者合計の内訳:重傷198人、軽傷1,006人。 |          |          |              |              |              |      |

| 市町村                                                                                    | 負傷者数 | 負傷者数 | 負傷者数 | 住宅被害棟数 | 住宅被害棟数 | 住宅被害棟数 | 道路被害 箇所 | 港湾被害 箇所 | 崖崩れ 箇所 | 罹災証明書 発行世帯数 |
| 市町村                                                                                    | 死亡     | 重傷     | 軽傷     | 全壊         | 半壊         | 一部破損     | 道路被害 箇所 | 港湾被害 箇所 | 崖崩れ 箇所 | 罹災証明書 発行世帯数 |
| 福岡市                                                                                    | 1        | 163      | 875      | 141          | 323          | 4756         | 136           | 96            | 19          | 1116                  |
| 大野城市                                                                                  |          | 1        | 3        |              |              | 217          |               |               |             |                       |
| 春日市                                                                                    |          | 10       | 3        |              | 1            | 236          |               |               |             |                       |
| 那珂川町                                                                                  |          |          | 1        |              |              | 196          | 1             |               |             |                       |
| 筑紫野市                                                                                  |          |          |          |              |              | 54           |               | 2             |             |                       |
| 太宰府市                                                                                  |          | 1        | 1        |              | 1            | 174          | 3             |               |             | 2                     |
| 宇美町                                                                                    |          |          |          | 1            | 1            | 53           | 4             |               |             |                       |
| 篠栗町                                                                                    |          | 1        | 4        |              |              | 28           | 2             |               |             |                       |
| 志免町                                                                                    |          | 1        | 13       |              |              | 55           | 3             |               |             |                       |
| 須恵町                                                                                    |          |          | 2        |              |              | 108          | 7             |               |             |                       |
| 粕屋町                                                                                    |          | 1        |          |              |              | 6            | 11            |               |             |                       |
| 久山町                                                                                    |          |          | 3        |              |              | 13           | 5             |               |             |                       |
| 新宮町                                                                                    |          |          | 2        |              |              | 216          | 72            |               | 1           |                       |
| 古賀市                                                                                    |          |          |          | 1            | 6            | 235          | 22            |               |             | 1                     |
| 宗像市                                                                                    |          | 1        | 1        |              |              | 67           | 1             |               |             |                       |
| 福津市                                                                                    |          | 1        |          |              | 2            | 33           | 3             |               |             |                       |
| *1 前原市                                                                                 |          | 9        | 44       |              | 1            | 1407         | 29            |               |             | 26                    |
| *1 二丈町                                                                                 |          | 1        |          |              |              | 107          | 6             |               |             | 16                    |
| *1 志摩町                                                                                 |          | 5        | 1        |              | 16           | 920          | 53            |               |             |                       |
| 大川市                                                                                    |          | 1        | 5        |              |              |              | 1             |               |             |                       |
| 柳川市                                                                                    |          |          | 5        |              |              |              |               |               |             |                       |
| 岡垣町                                                                                    |          |          |          |              | 1            | 71           | 4             |               |             |                       |
| 久留米市                                                                                  |          |          | 9        |              |              | 1            | 1             |               |             |                       |
| 飯塚市                                                                                    |          |          |          |              |              | 75           | 1             |               |             |                       |
| *2 若宮町                                                                                 |          |          | 1        |              |              | 107          | 2             |               |             |                       |
| 重傷1名以上、軽傷5名以上または一部損壊10棟以上の市町のみ掲載。 *1:現糸島市。*2:現宮若市。 |          |          |          |              |              |              |               |               |             |                       |

なお、4月20日朝の余震でも人的・物的被害が出ている。福岡市を中心として福岡県と佐賀県で合わせて58人の負傷者が出たほか、新たに200棟以上の住宅で一部損壊の被害が発生した。

### 被害額
福岡県のまとめでは、県が管轄する公共施設や農産品などの被害総額は314億9,702万8,000円となっている。そのうち、公共土木施設が約195億円と6割を占め、公立文教施設が約15億円、農林業・水産業施設が約3億1,000万円、産業別被害では商工業が約56億円、水産業が約18億円、林業が約4億4,000万円、農業が約1億円などとなっている。
福岡市のまとめでは、市が管轄する公共施設などの被害額は208億3,000万円で、うち87億6,000万円（国負担分を含む）が海岸や港湾施設、80億円が漁港施設と海沿いの被害が大半を占め、次いで道路の被害額が多い（2008年3月31日時点）。
また、福岡市周辺の企業が加入する福岡商工会議所の調べでは、回答のあった1,507事業所で、建物、設備、商品などを中心に被害額は合計約33億6,000万円に上った（2005年4月13日時点）。一方で、一部の工場でプラントの一時停止などがあったものの、製造業や金融業などに大きな被害はなかったことが報じられている。
その一方観光業では、能古島で観光客数が一時的に例年の2割にまで減少するなど、風評被害も発生した。
佐賀県内の被害総額は2005年6月時点の概算で3億4,255万円、長崎県内の被害総額は2005年4月中旬の時点で壱岐市を中心に計2億200万円となっている。
日本地震再保険の調べによると、この地震における地震保険の支払総額は2008年3月末時点の実績で231億円となっており、加入率の差などから単純比較はできないが、1995年の阪神・淡路大震災の約3分の1、2004年に発生した新潟県中越地震の1.5倍にあたる。なお内訳として、3月20日の本震における支払が168億円、4月20日の余震における支払が63億円となっている。また最大余震前の2005年4月4日時点の見込だが、県別では福岡県が圧倒的に多く1万6,000件あまり（玄界島は含まず）、次いで佐賀県の310件あまり、また長崎県・熊本県・大分県・山口県でも合わせて240件あまりの支払が見込まれていた。

### 建物・施設

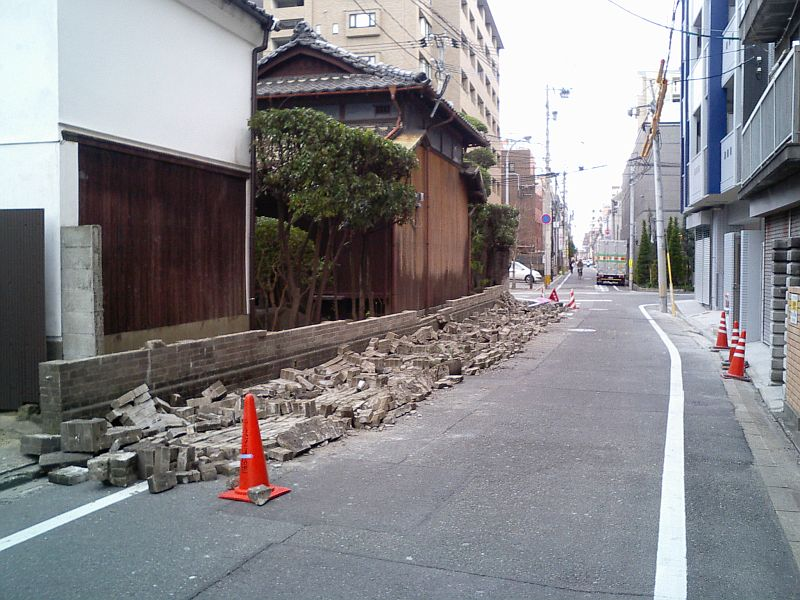
福岡市中央区の住宅街。地震によって古いブロック塀が倒壊して道路の片側4分の1を埋め尽くした。

玄界島、能古島、糸島半島北端の西浦地区・宮浦地区、東区の志賀島など、沿岸の集落で住宅被害が目立った。特に、玄界島では住宅の全壊率が5割に達した。志賀島北部の勝馬地区でも、玄界島に匹敵する被害となった。能古島では2人が負傷し、住宅1棟が一部損壊の被害を受けた。また、震源から東側の玄界灘にある大島（当時大島村、現宗像市）では、住宅8棟が一部損壊の被害を受けた。玄界島では仮設住宅200戸が建設され、島全体を区画整理したうえで住宅の復興事業が行われた。また、志賀島で16戸、西区北崎で11戸、能古島で3戸、それぞれ仮設住宅が建設されている。
玄界島や志賀島などで被害が大きかった背景には、震源に近かったことに加えて、急傾斜地に建つ住宅が多いという土地条件が影響していたと見られている。実際に、切土・盛土の造成地付近の建物で大きな被害が見られた。ただし、屋根の被害を中心として古い木造住宅で被害が目立つ一方、比較的新しい住宅では被害が軽い傾向にあった。この背景として、木造住宅において耐震性確保のために必要な壁の量を定める建築基準が1950年から1981年にかけて次第に厳しく改正されてきており、古い住宅では壁の量が少なかったであろうことが考えられている。
福岡市中心部の長浜、舞鶴、博多駅前、百道浜周辺の中高層ビルを対象に行われたアンケート調査によると、回答のあった約300棟のうち半数前後で棚から物が落下、天井・内壁の剥離や亀裂があった。また約4割で家具類の転倒やエレベーターの停止、約3割でテレビや電子レンジなどの重量物の落下があった。さらに、約1割の建物でガラスの破損や停電・断水などいずれかのライフラインの支障、また扉の開閉が困難になる事例が発生している。オフィスのうち約15%の建物では、業務の停止が発生したという。また、建物内ではより高い階ほど、棚の転倒や重量物の落下の割合が高かった。
福岡市中心部の天神では、商業施設の外壁の一部剥落や看板の落下などの被害があり、臨時休業する店舗が相次いで発生した。一方、地上付近と高層階で揺れ方に差があり、天神地下街では地震後も営業を続けたが、津波注意報の発表を受けて11時半過ぎに営業中止を決めた。このことから、特に同じ組織内で低層階と高層階の両方を有するところでは、気象庁が発表する震度情報に合わせて組織内で対応を一律に決めることが、場合によっては適切ではない可能性も指摘されている。また天神では4月20日の余震でも、地震が通勤時間帯を直撃し出社が遅れる例があったことなどから、開店を数時間遅らせる店が相次いだ。
他方、臨時休業を決めた施設の多くは客を外に避難誘導したため、数少ない広場に人が多く集まった。たとえば警固公園では、一時は100メートル四方ほどの広場が周りを見回せないほどの人で溢れたといい、ただ1つの公衆トイレに長い列ができる事態も発生した。福岡市役所前の広場にも数千人が集まり、携帯電話で連絡を取ろうとする人が目立ったという。しかし、交通機関の多くが早期に再開したことから、帰宅困難者問題が深刻化することはなかった。
福岡市内ではエレベーターへの閉じ込めが20件発生し、消防や管理会社により29人が救助された。また同じく福岡市内でドアの閉塞による建物への閉じ込めが17件発生し、自力で脱出したものを除くと消防により8人が救助されている。
ブロック塀の崩落・倒壊も相次ぎ、福岡市中心部で行われた調査では全体の4%が倒壊した。補強用の鉄筋や基礎の構造などに欠陥のある塀が倒壊しており、特に無補強のレンガ塀は3割以上が倒壊した。また、老朽化により鉄筋が腐食したりひび割れが生じたりした古い塀で倒壊が多かった。さらに、地域別では警固断層付近やその東側で倒壊が多く、南北方向に倒壊したものが多かったという。
福岡市を中心にマンションの損壊も発生し、新耐震基準に基づいて設計されたものでも壁のひび割れなどの被害が見られた。福岡市ではマンション9棟が半壊、約100棟が一部損壊の被害となった。
そのような中、マンション共有部分の地震保険未加入による問題や、住民の被害感覚に比べて地震保険の査定基準が厳しいという問題も発生した。当時の福岡県のマンションは共有部分の地震保険加入率が2割と低く、自力再建を余儀なくされたところが多かったのである。対策として福岡市、春日市、筑紫野市などが共有部分の修復のための借入金について、利子補給を行う制度を創設している。一方で、地震保険に加入していた場合でも、被害の査定はあくまで構造耐力上主要な部分である柱や壁などを対象としているため、非構造壁や廊下などに亀裂があって被害を受けているように見受けられても、支払対象にならない場合があった。
能古島では、地震により裏手の山から10トンを超える巨岩が落下し、住宅を直撃した。住宅は損壊したが、住人は揺れの直後に外に避難していて無事だった。
4月20日の余震では、玄界島で半壊状態だった住宅が全壊したほか、須恵町で火災が1件発生した。
被災した建物に対する被災建築物応急危険度判定は3月28日までに2,959件実施され、460件が「危険」、1,023件が「要注意」と判定されている。なお、4月20日の余震後にも新たに81件実施されている。また、法面や擁壁を含む宅地における被害発生状況の把握により二次災害を軽減、防止することなどを目的とする被災宅地危険度判定は3月28日までに380件（うち169件が玄界島）実施され、160件が「危険」、123件が「要注意」と判定されている。
長崎県内では、壱岐市で2人が負傷し住宅1棟が全壊したほか、対馬市でも住宅1棟が一部破損の被害を受けた。
佐賀県内でも、住宅の壁にひびが入ったり学校の窓ガラスが割れる被害があった。特に有田焼は組合加盟社の4分の1にあたる約60社で揺れによる落下被害が発生し、地震対策を行っていなかったところもあり、約4,000万円近くの被害が出た。
玄海原子力発電所では、震度4相当の揺れを観測したが自動停止の基準には満たず、異常もなかったため通常運転を継続した。
韓国では、大きな揺れが感じられた釜山でデパートの客が避難する騒ぎとなったり、エレベーターの停止が発生したりしている。また地震によるものかは不明だが、慶尚南道の統営市で地震直後に火災が発生し木造店舗1棟が全焼した。

### 玄界島の全島避難と復興
震源に近い福岡市西区の玄界島では、倒壊した住宅から女性が救出されるなど重傷10人、軽傷9人の合わせて19人の負傷者が出た。また、当時の住家総数214棟のうち、半数にあたる107棟が全壊、46棟が半壊、61棟が一部損壊と建造物の大半が大きな被害を受けた。
離島において被災率が高い状況では、多くの住民が島内で避難生活を続けることに困難が予想され、余震による被害拡大の恐れもあった。こうした理由などから、自治会や漁協などの主導で、地震から約5時間後の16時に全島避難を決定し、自治会長など約10人を残して、住民約700人の大半が当日夜までに福岡市本土に避難した。海路の避難にあたっては福岡市有客船や福岡市消防局の消防艇、海上保安庁（第七管区）の巡視艇などが搬送を担い、陸上では消防の輸送車や民間からの借り上げバスなどが搬送を担った。主要避難先となった中央区の九電記念体育館では当日夜までに約430人が避難し、その後、避難生活を送った。
玄界島では、南側に住宅が集中しているが平坦地が少ないため、石積みやコンクリートの擁壁で住宅裏の斜面を覆い、その前に住宅が建つ形式が多かった。のちの調査では、古い木造住宅の倒壊や屋根の被害が目立ったうえ、擁壁の崩壊により重ねて被害を受けた住宅も多くみられた。一方で、比較的新しい住宅では斜面にあってもほとんど被害を受けない例が見られた。単純な石積み擁壁では高さ1メートル程度のものでも崩壊が見られたが、コンクリートで間を埋めた石積みのものは高さ1.5メートル程度までは亀裂程度に留まっており、さらにコンクリートブロックでは高さ5メートル程度までは亀裂程度に留まったという結果が報告されている。
福岡県知事は、発生当日に自衛隊の災害派遣を要請した。当日から4月25日までの約1か月間、延べ約4,100人（最大時約310人規模）が動員され、玄界島住民の避難支援や避難先での給水・給食活動、医療活動、半壊家屋へのビニールシート展開などの活動を行った。ビニールシート展開は、地震2日後の3月22日に予想された大雨に備えるもの（22日には大雨警報が発表された）で、3月21日から自衛隊と警察・消防が協力して作業を行った。
避難生活が長期化する中、避難所で風邪やインフルエンザが流行して一時50人以上が入院または福祉施設に入所する事態も発生した。

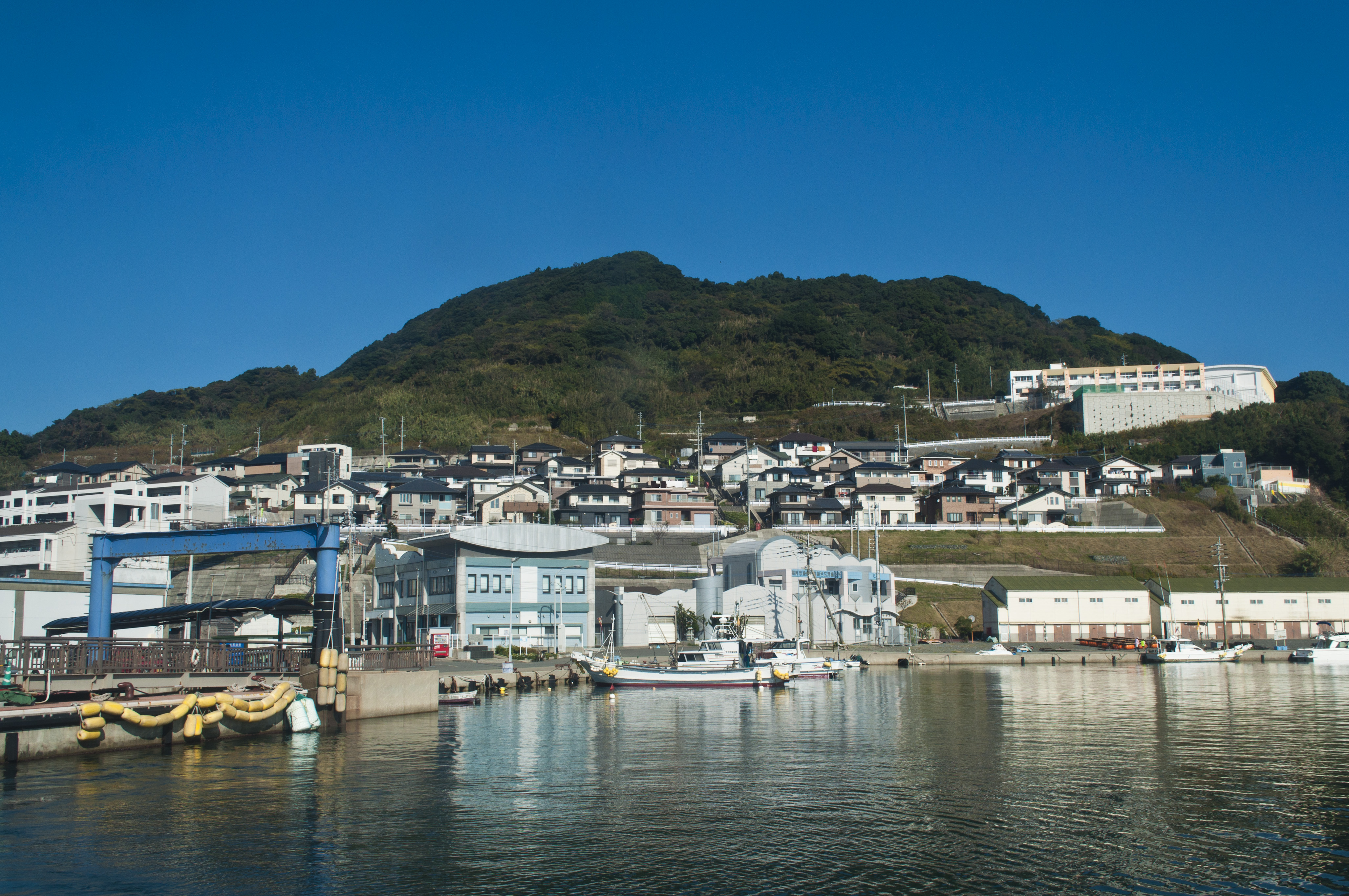
復興事業完了から6年経った玄界島の集落（漁港より撮影、2014年）

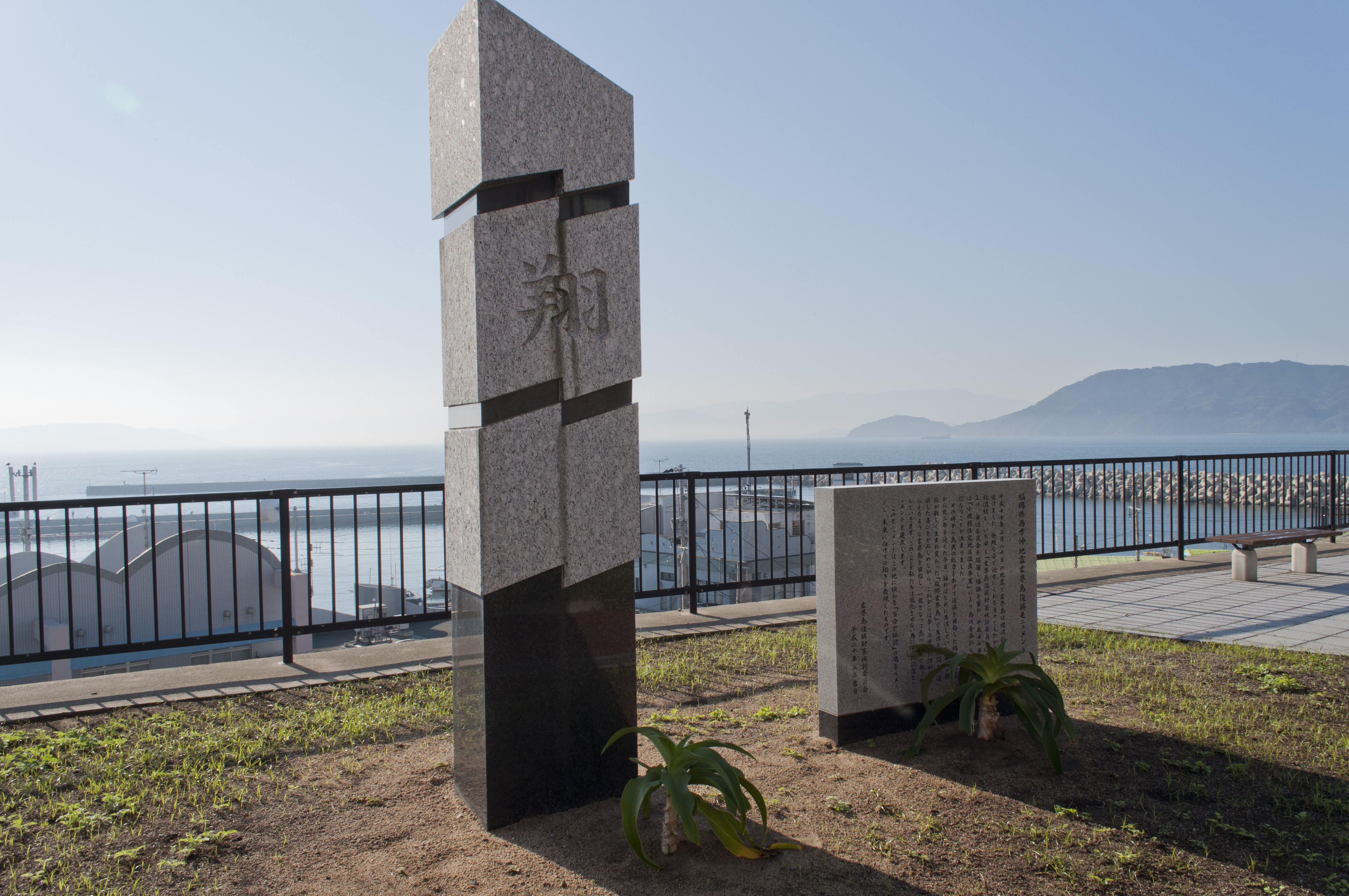
玄界島の復興祈念モニュメント

避難の長期化が見込まれたことから、仮設住宅が建設された。建設地の選定にあたっては、コミュニティ維持のため集団での入居を希望する意見、生活基盤である漁港の近くに住みたいという意見がある一方で、島の平坦地に空き地が少なく、島にすべての仮設住宅を建てることはできないという問題が生じた。すべて福岡市本土に建てる案もあったが、島が無人の期間が長期化することへの懸念から、島と本土に分けて建設することとなった。地震から1か月後の4月24日には博多漁港に隣接する福岡市本土・中央区の公園「かもめ広場」に100戸、翌4月25日には玄界島に100戸、合わせて200戸が完成し、195世帯517人（入居当初）が入居した。
その後、島の復興計画が決定し、戸建て住宅50戸、市営住宅65戸、県営住宅50戸の計165戸を道路や公園などと同時に整備することとなった。かもめ広場の仮設住宅からは、2007年3月末に78世帯、2008年3月25日に残りの世帯が帰島した。戸建て住宅への入居者は、2008年3月から5月にかけて仮設住宅から転居を行った。一方、復興事業完了後の2008年2月末の時点の人口は571人となり、地震前に比べて2割減少した。
復興事業の総事業費は71億円で、国庫補助を受ける小規模住宅地区改良事業から半分程度を拠出し、約1割は土地建物の販売益と市の一般財源が充てられた。そして残りの約4割を市債（玄界島復興事業債）で賄っている。
玄界島の漁協では地震後、「元気バイ!!玄界」を合言葉としロゴマーク化した合言葉をデザインしたユニフォームを作成したり、出荷時に玄界島の水産物に「元気バイ!!玄界」のステッカーを貼ったりするなどしてPR活動を行った。
玄界島では、地震当時は昼食前だったため多くの家庭でガスを使っていたものの住民は避難する前にガスを消す冷静な対応をとった。これには、昼間は男性が漁に出て女性中心となるため婦人消防隊が組織されていたことが功を奏したという見方もある。また、消防や警察が常駐していないにもかかわらず、死者も火災も出さず、普段から密な付き合いのご近所同士で所在を確認し、取り残された高齢者を助ける光景が見られた。これらは強い地域コミュニティの効果だと考えられ、のちの東日本大震災における東北沿岸の津波被災地でも参考にされるなどしている。その一方、玄界島では住宅・道路がきれいに復興整備されたことで、逆にご近所同士のつながりが希薄になった面もあると報じられており、以前はほとんどなかった高齢者の孤独死が発生したり、数人相乗りで出かけていた漁に単独で出ることが増えて島の消防団を担う漁師同士の結束が懸念されたりと、復興の難しさも露呈している。

### 窓ガラス

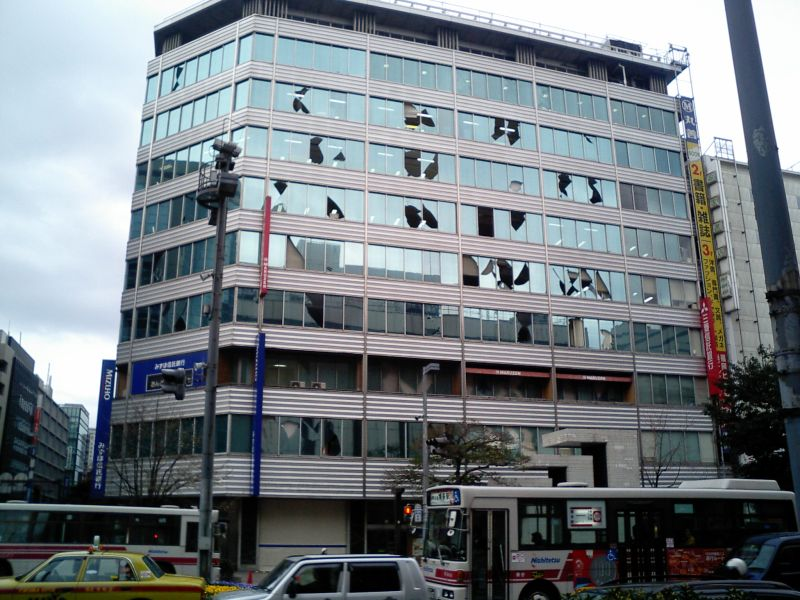
福岡市の繁華街に位置する福岡ビル。地震によってビルの窓ガラスが割れ、地面に降り注いだ。

福岡市中心部のビル街では、一部のビルの窓ガラスが割れ地上に降り注いだ。この様子は映像として残されており、テレビ放送もされた。特に、中央区天神の福岡ビル（1961年・昭和36年完成）では、全体の3割にあたる約440枚の窓ガラスが割れて落下し、建物沿いの歩道を歩いていた2人が負傷した。割れたガラスはほとんどが「はめごろし」で、網入りガラスは破損しても落下はしておらず、また地震動による建物の層間変形が集中したとみられる4階から6階の破損率が高かった。
その後の調査により、窓枠と窓ガラスの間のシーリング材に揺れを吸収しにくい硬化性の素材を用いる、古い工法がとられていたことが原因と判明した。古い工法は1978年（昭和53年）の宮城県沖地震で被害が多発したことから、同年改正・1979年4月施行の建設省告示で禁止され、それ以降の施工ではシリコンなどの軟質素材が使用されている。
これを受けて国土交通省は3月23日、全国の自治体に対し、1978年以前施行の3階建て以上で中心市街地の避難道路などに面する建築物を調査し改修などを指導するよう通知を出した。その後、2006年3月までに約3万6,000棟で調査が行われ、約1,300棟で不適格が判明、うち改修済みは2006年3月時点で511棟だったが、2013年9月には914棟まで改善している。
なお、都心部であるにもかかわらず負傷者2人に留まった背景として、渡辺通り沿いに地下街とビルとの連絡通路が発達した天神では地下を移動する人が多く、2月に天神地下街が延伸開業していて通行人がそちらに流れる傾向がさらに強まっていたタイミングが幸いしたことや、この付近はビジネス街であり、もともと休日は人通りが多くなかったことなども挙げられている。

### 警固断層沿いの被害集中地域

福岡市中心部の地図。警固断層（緑色）東側の地域（赤枠）に被害が集中した。詳細な被害地点は福岡市の地震記録誌内「 資料編 住宅被害分布図1」にまとめられている。

福岡市中心部では地域により被害に差が見られた。福岡市中心部の建物被害は大名、薬院、今泉、警固、舞鶴の各地区を中心とする狭い地域に集中した。これらは後述のように、いずれも警固断層のすぐ東側の地域である。壁の亀裂や剥離、扉の変形などの被害が報告されており、外見上は一部外壁の剥離程度であっても内部の壁にはせん断破壊に伴う亀裂が入った建物があった。中には、扉が変形して避難が難しくなったために隣人の助けを借りて窓から脱出したというケースもあった。一方で、1キロほど離れた天神のビル街では比較的被害が軽微となった。
また一部では、建造物の倒壊の恐れがあるとして周辺の住民に避難勧告が出された。中央区大名、舞鶴、博多区下呉服町、千代の4か所で、対象は合計51世帯87人に及んだが、4月上旬までに解除されている。なお、4月20日の余震でも外壁の崩落が相次いで発生している。
本震による表面最大加速度を見ると、天神5丁目にあるK-NET福岡観測点では南北277gal、東西239galであったのに対し、大名2丁目の観測点では南北489gal、東西310galと、地震動が大きかったと考えられる。
この違いの原因として、警固断層沿いの地下構造の影響が指摘されている。福岡市を縦断する警固断層を境に、西側は地盤の柔らかい堆積層が20メートルほどと薄い一方、東側は50メートルほどと厚く、警固断層の東縁では100メートル程度となっている。堆積層の厚い地域では、表層地盤増幅率が高く地震の揺れが増幅されるほか、基盤の深さに変化のある不整形構造の境界部では地震動が増幅されることが知られている。断層東側の堆積層の厚い地域は幅約500メートル程度あって、被害が大きかった地域と重なっており、地震後の地質調査でも影響を裏付ける結果が報告されている。また、福岡市の南部や春日市でも建物被害が多く報告されている地域があるが、同様に堆積層の厚い地域だった。

### 港湾・液状化
博多湾沿岸では、埋め立て地を中心に液状化現象による砂や泥の噴出、側方流動による段差、地割れや舗装の亀裂、沈下などが相次いで発生した。博多港でも、岸壁や護岸の亀裂や沈下が広い範囲で発生した。一部で岸壁が使用できなくなったが、ほかの岸壁に振り替えるなどして港湾機能を確保した。港湾施設は2005年夏から2007年2月にかけて復旧工事が行われ、完了している。福岡市内の8つの漁港も被害を受け、岸壁は延べ6キロ以上が破損した。
糸島半島や新宮町でも液状化による噴砂が確認されている。
長崎県では、壱岐市の印通寺港で岸壁が破損したほか、八幡浦漁港の防波堤が破損するなどしている。
佐賀県でも玄界灘沿岸の唐津市呼子町と鎮西町で岸壁に亀裂が入る被害があった。唐津市神集島では、漁港沿いの道路で液状化によると見られる陥没が生じたほか、岸壁や鳥居に亀裂が入る被害があった。

### 文化財・博物館
福岡市内や周辺市町村で寺社などの文化財にも大きな被害が相次いだ。文部科学省のまとめでは、文化財などの被害件数は国宝1件、重要文化財19件、史跡および名称17件の合わせて37件となっている。大分県宇佐市の国宝宇佐神宮では、壁に数箇所亀裂が生じる被害があった。
福岡市や近郊の博物館等でも、施設被害とともに地震対策が不充分だった展示品や収蔵品の転倒・落下の被害が見られた。
震源に近い水族館「マリンワールド海の中道」では、来場者約800人のうち1名が避難時に怪我をしたが、職員や展示生物に直接の被害はなく、また液状化により外構の沈下が生じたものの建物本体に大きな損傷はなかった。しかし、配管の損傷や電気系統の故障などによりイルカやアシカの水槽で水位が急激に低下、魚類を展示する14の水槽でも水質管理ができなくなり、それぞれ別の水槽へ避難させる事態となった。また、動物たちも地震がトラウマとなり、地震直後は獣舎から出てこなかったり、ショーの最中に怯えて逃げ帰ってしまったりすることがあったという。一方、休館が長期化すれば経営への影響や被災地イメージの定着による風評被害が生じる懸念などから、応急での復旧を行ったうえで2日後の3月22日に一部展示を除いて営業を再開し、本格的な復旧は営業と並行する形で行った。

### 生活への影響
上水道は、福岡県内で玄界島、志賀島勝馬地区、博多区、中央区、宗像市などの延べ446戸、佐賀県内で川副町、千代田町などの延べ199戸、大分県内で日田市と中津市の延べ204戸、合わせて849戸で一時断水が発生した。このうち中津市では、国道212号の歩道で埋設水道管が破裂し、約150トンが漏水した。
福岡市では、沿岸部や中央区を中心として継ぎ手の破損などによる配水管からの漏水が31件、給水管からの漏水が101件、消火栓などからの漏水が30件発生した。地震直後には推定で最大5万トンの漏水があったが、5月5日までに流量は平常に戻っている。下水道でも、処理施設や送水施設、水路などに被害があったが、年内にすべて復旧している。
九州電力管内では、本震直後、電柱が傾いて混線・断線したことにより福岡市と大野城市の合わせて約2,600戸で約2時間の停電が発生した。一方、4月20日の余震では、福岡市西区と南区の変電所で地震を感知した安全装置が作動し、福岡市、前原市、大野城市と那珂川町の約2万2,000戸で約5分間の停電が発生したほか、中央区で約100戸が40分間停電した。
福岡市や北九州市を中心に都市ガスを供給する西部ガスの報告では、本震の際に166件、4月20日の余震の際に58件のガス漏れが発生し、2日以内に復旧している。また福岡県内のLPガス供給家庭では、本震の際に40件、4月20日の余震の際に13件のガス漏れが発生し、当日中に復旧している。いずれもガス漏れによる火災は発生しなかった。阪神・淡路大震災後、震度5程度の揺れを検知して自動で供給を停止するマイコンメーターの設置が都市ガスで義務づけられ、LPガスでも推奨されており福岡県の普及率が99%に達していたことなどが、ガス漏れ火災の発生を防いだと考えられている。
福岡市西区西浦や東区香住ヶ丘では、崖崩れの危険性があるとして合わせて17世帯36人に避難勧告が発令され、対策工事の着工を受けて4月上旬に解除されている。また、4月20日の余震では福岡市中央区で、崖崩れの危険性があるとして2世帯3人に避難勧告が発令され、5月に解除されている。
地震により公共施設などに自主避難した人は、福岡市で最大2,800人となったのをはじめ、福岡県と佐賀県で合わせて最大3,000人を数えた。4月20日の余震でも、福岡市を中心に新たに211人が一時的に自主避難した。
地震により発生した罹災ごみは、福岡市において2008年3月までに約10万2,597トンに上った。

### 通信・情報
本震後、NTT西日本の固定電話では数時間にわたり通話規制が行われ、災害用伝言ダイヤルが設置された。福岡・佐賀・長崎の3県への発信は約4時間にわたり規制が行われたほか、災害用伝言ダイヤルの利用者件数は3月25日までに8万4,000件を数えた。携帯電話においては、通話規制は夜まで続き、輻輳の影響もあり通話はつながりにくい状態だった中、Eメールやウェブは規制を受けず、各社の災害伝言板サービスも含め、効果を発揮した。NTTドコモ九州では、地震直後に通信量が通常の休日の20倍に達したため75%の通話規制が行われ、徐々に緩和しつつ、午後11時ごろまで続けられた。NTTドコモ、au（KDDI）・ツーカーグループの両グループも携帯電話向け災害用伝言ダイヤルを設置し、それぞれ3万8,000件、8,600件の利用があった。
メールやウェブについては、普及率は低かったが、携帯電話よりもパソコンの方がつながりやすい傾向があった。
一方、官公庁やライフライン関係事業者の携帯電話に災害時でも回線を確保する災害時優先電話において、通話規制を行う装置が故障するトラブルが発生。12時40分ごろまでの約2時間にわたって一般の電話と同様つながりにくい状態となった。契約件数は九州全体で2,130件、福岡県で約1,100件に上る。
佐賀県唐津市では、地下の電話線損傷により一時約300世帯で電話が不通となった。
地震後に行われたアンケートでも地震当日に困ったこととして最多であったのが携帯電話の不通で、回答者の7割を占めた。次いで家族との連絡不通、固定電話の不通であった。一方、地震直後の情報入手経路としては、NHKのテレビ放送が7割、民放のテレビが5割、家族や近所との会話が2割、インターネット（パソコン）が1割強などという結果が出ている。
放送に関して記録のあるものに限ると、例えばRKBテレビやRKBラジオでは、発生直後の11時ごろから16時ごろまで報道特番で地震や被害の情報を伝えた。また外国語放送を行うLove FMでは、発生直後から日本語と英語で、数時間後には順次、朝鮮語、中国語、ポルトガル語、スペイン語など合わせて10の言語で地震の情報を伝えた。
この地震では、災害時の通信や情報収集の手段としてEメールやウェブを利用する傾向が強くなり、同様の都市型震災でもFAXが多く利用された1995年の阪神・淡路大震災当時と比べて大きな変化が見られた。

### 交通

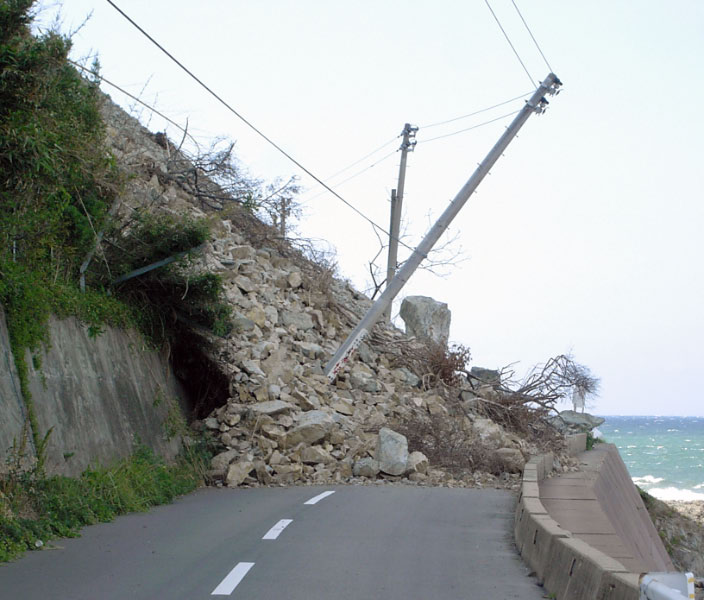
志賀島の周回道路上の崖崩れ

福岡市内では、海沿いを中心として道路の陥没・隆起が153か所、志賀島や玄界島、西区北崎を中心として道路沿いの法面崩壊が19か所発生し、43か所で全面通行止め、10か所で片側通行となった。ほとんどの地域では迂回路が確保され1か月程度で復旧したが、志賀島の周回道路は全面復旧まで1年半かかった。海に面した断崖であったことや、続く余震や雨でも崩落が続いて4月には本震直後の3倍に拡大し二次災害が懸念されたことなどが、復旧が遅れる原因となった。
地震後、九州の広範囲で鉄道の運行がストップした。西日本鉄道の2路線や北九州モノレールでは一時運転を見合わせた。福岡市営地下鉄では地震発生と同時に運行中の22本を停止させ、駅間で停止した2路線の9本は徐行で最寄りの駅へと移動し乗客を避難させた。しかし、開業1か月半後だった七隈線では、運行管理システムの電源ケーブルにほかの機器が乗り上げショートし、列車の位置表示や運行制御ができなくなるトラブルがあった。30分経過後も復旧のめどが立たず、駅間で停止した七隈線の5本の乗客は徒歩で最寄りの駅まで避難することとなった。その後、福岡市営地下鉄では、電源系統を増やす対策を行っている。全線再開は17時過ぎで、約8万6,000人に影響が出た。
九州旅客鉄道（JR九州）は九州新幹線を除き全線で運転を見合わせ、管内の列車30本が立ち往生した。博多駅へ向かう特急かもめ・みどりの1本ではほぼ満員の状態で1時間あまりにわたって乗客が閉じ込められた。西日本旅客鉄道（JR西日本）の山陽新幹線のぞみの1本がトンネル内で停止し、乗客400人が4時間半にわたって閉じ込められ、携帯電話が通じないトンネル内で車内の電話機に長い列ができる事態も発生した。新幹線は53本が運休となり、約4万8,000人に影響が出た。全線再開したのは18時過ぎとなった。JR九州・JR西日本は地震後、地震時の対応マニュアルの見直しを行った。
4月20日の余震でも、福岡県・佐賀県周辺の鉄道各線で一時運行見合わせが発生し、数時間缶詰になる乗客も出た。
高速道路では、本震と4月20日の余震で、それぞれ福岡県・佐賀県周辺の3区間で一時通行止めが発生した。また、福岡都市高速、福岡前原道路、北九州都市高速等の有料道路でも一時通行止めが発生し、特に福岡都市高速では一部で橋梁の支承に破損があったものの、翌日明朝までに復旧した。高速道路の通行止めの影響で、天神と九州各地の間で運行する西鉄高速バスも運休が発生し、再開は15時ごろとなった。
福岡空港では安全確認のため地震後約30分にわたって離着陸を停止し、計10便の約1,500人に影響が出た。

### 犯罪
本震以降、避難により留守になった住宅を狙った空き巣や、係員を装い電気や水道の点検などと偽って部屋に上がり込む手口の窃盗事件が発生し、3月23日には福岡県警が注意を呼びかけた。地震に乗じた詐欺の被害も発生している。

## ボランティア・義援金・復興支援活動

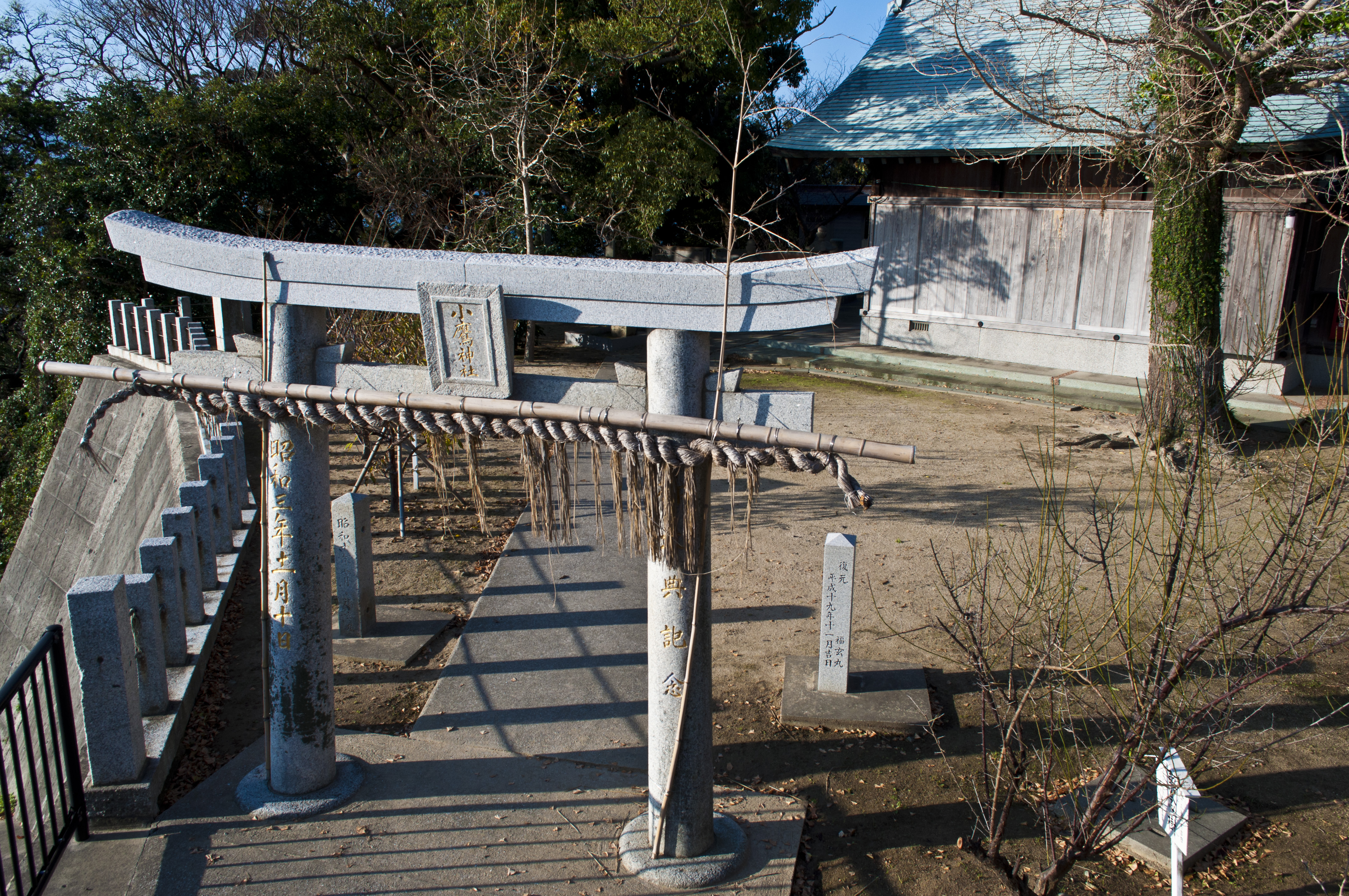
義援金などにより再建された玄界島の小鷹神社

福岡市において地震翌日に災害ボランティアセンターが設置され、ボランティアの取りまとめが行われた。2005年5月末までに、被害が大きかった地域や避難所を中心に、一般のボランティア延べ3,254人が、住宅内の片付けやがれきの撤去、炊き出しや話し相手、ペットの世話などを通じた避難生活支援を行った。また、被災住宅の診断や相談、避難所での整体やマッサージ、散髪や洗髪、心のケア、ペットの相談などを通じ、専門団体や企業などのボランティア延べ1,000人近くも活動を行った。
福岡県、日本赤十字社福岡県支部、福岡県共同募金会などが取りまとめ元となり、「福岡県西方沖地震災害義援金」として5月末までの2か月あまりにわたって募金を募った。2007年3月時点で福岡市には7億1,000万円あまりが配分された。
天皇・皇后は、福岡県に見舞金を贈った。皇太子徳仁親王は、10月30日に仮設住宅のある福岡市中央区のかもめ広場を訪問した。天皇・皇后両名も、地震から2年半後の2007年10月29日から10月30日にかけて、かもめ広場と玄界島を訪問した。
福岡市を拠点とするプロ野球チームの福岡ソフトバンクホークスは、地震後初となる3月26日の公式戦でファンが復興を祈るメッセージを掲げ、ソフトバンクグループと選手・監督・コーチなどから計2,000万円の義援金寄付を行うことを発表したほか、チャリティーオークションを行ったり、ヤフードーム（当時）に募金箱を設置して来場者から義援金を集めたりしている。また、「鷹」つながりの縁から被災した玄界島の小鷹神社の再建を支援するチャリティ試合を開催し、チケット代の一部を寄付した。
2005年5月の博多どんたく期間を中心に、玄界島などへの復興支援に対する感謝を伝え、一方で福岡市全体としては地震の影響が顕著ではないことをPRするため、行政と民間の協力で「元気バイ!!玄界」および「元気バイ!!ふくおか」キャンペーンが行われた。玄界島の物産展や玄界島住民のどんたくへのパレード参加などが行われている。
玄界島の玄界小学校では、2005年度、2006年度にNPO団体のボランティアによる劇や合唱の曲提供や指導支援が行われた。その一環として、福岡県出身のシンガーソングライター野田かつひこは2007年に復興応援歌「僕のふるさと玄界島」を制作し、CDを島に寄贈した。
玄界島自治会と東区和白東の和太鼓団体などが協力して、玄界島の住民へ和太鼓の指導が行われ、2006年10月に島の和太鼓団体「玄界太鼓」が発足し、復興の助力となった。

## 行政の主な対応
日本政府は、地震発生から7分後首相官邸危機管理センターに官邸対策室を設置し緊急参集チームを招集、15時過ぎに政府調査団を福岡県に派遣、20時に第1回目の関係省庁連絡会議を開催。3月24日に村田吉隆防災担当大臣が、3月26日に小泉純一郎内閣総理大臣が、それぞれ被災地を訪問した。
一方、野党各党も情報収集を行い、3月21日に民主党の鳩山由紀夫らは福岡市内への応援演説の予定を変更して玄界島など被災地を訪問した。こうした動きの速さは1か月後の衆議院福岡2区補欠選挙を意識したものだとの報道もあった。なお、補欠選挙は当初の予定通り4月24日に執行された。
緊急消防援助隊として、いずれも当日、熊本県の消防ヘリが情報収集活動を行ったほか、大阪市の消防ヘリが人員輸送を行った。また、警察の広域緊急援助隊として、熊本県、山口県、広島県から福岡県へ、長崎県から佐賀県へ、合わせて延べ183人・車両45台が派遣され、情報収集や人員輸送などを行った。
被害の集中した福岡市では被災者に対して、住宅・宅地関連、見舞金・資金貸付、就学関連、中小企業関連、農林漁業者関連、税などの費用負担減免関連、ほか各項目の支援策を発表し実施している。特に、玄界島のような大規模復興事業を行わなかったものの被害が大きかった志賀島の3地区では、一部損壊以上の世帯に対して補修に最大150万円、建替に最大300万円を市が助成したほか、玄界島で自主再建を行う世帯にも同様の支援を行った。また、福岡市、福岡県ともに、半壊以上の世帯、全治1か月以上の負傷者に対して、それぞれ数万円の災害見舞金を支給している。
地震直後の行政職員の参集に関して、福岡県では自動呼出しにより比較的スムーズとなったのに対し、福岡市や福岡県内の各市町では通話規制により困難となったところがあった。また、防災計画に地震対策がなく対応が不十分だった自治体もあった。その後、福岡市は2008年8月から携帯電話のメールを利用した自動参集システムを導入している。
- 災害救助法適用 : 福岡市（3月20日発表）[41]
- 被災者生活再建支援法適用 : 福岡県全県（4月18日発表。3月31日に福岡市のみへの適用を発表していたが、拡大）[41]
- 激甚災害法（局地激甚災害）：適用なし[132]

## 地震直後の防災意識と防災活動
この地震により被害を受けた地域では、一時的に防災意識の高まりがみられた。地震後福岡市民を対象に行われたアンケートによると、このような大地震が起こると「思っていた」のは2.9%に過ぎず、「まったく思っていなかった」が約6割、「あまり思っていなかった」が約3割と総じて否定的であったが、将来再び発生する可能性については起こると「思っている」が2割、「ある程度思っている」が6割弱を占め、「まったく思っていない」は1.4%となった。
別のアンケートによると、福岡県では家具の転倒防止率が地震前約6%だったが、地震後約29%に上昇し東京とほぼ同じ水準となった。また、高いところに物を置かない対策をとる人は、地震前の約14%から地震後約48%と大きく上昇した。
福岡市は地震後、地域防災計画に盛り込んでいた警固断層の地震に対する施策を拡充し、福岡県は警固断層を含め県内のほかの断層についても2006年度と2011年度の2回にわたって地震想定の見直しを行った。
福岡市は、今後も警固断層で地震が予想されることから警固断層周辺の地域で高さ20メートル以上の建物を新築する場合、耐震基準における地域系数を建設省告示の0.8（福岡県）から三大都市圏並みの1.0に引き上げることを求める条例を2008年10月から施行した。ただし、あくまで努力義務のため、2015年1月までに対象となった177棟のうち条例に従ったのは約3割であった。
また、福岡市は2005年12月の市議会決議でこの地震が発生した3月20日を毎年「市民防災の日」とすることを定め、講演会や訓練などを行って防災の啓発を図っている。民間でも、毎年3月にラジオ6局が合同で地震の教訓を伝える防災啓発番組「ライフサポーター あなたを守る防災ラジオ」を放送するなどの活動がみられた。
なお、地震調査委員会は警固断層帯の評価文において、福岡県北西沖にはこの地震を引き起こした断層と同様、調査が困難な横ずれ成分の未知の海底活断層が存在する可能性があり、同様に未知の断層で地震が発生する可能性もあることに留意すべきとした。
また、従来から福岡都市圏は渇水等に悩まされていたが、この地震を教訓のひとつとして、福岡都市圏で災害に強い水道設備の建設の機運が高まり、福岡市水道局、福岡地区水道企業団と北九州市上下水道局で、水道水の原料となる水道用水を緊急時に相互に融通しあう「北部福岡緊急連絡管（福北導水）」の構想が立ち上がった。翌2006年から福岡市と北九州市をつなぐ水道管の建設が開始、2011年に完成した。

### 警固断層帯
政府の地震調査委員会は2007年3月19日に、警固断層帯の長期評価を発表した。福岡県西方沖地震の震源域である福岡市沖玄界灘から志賀島付近に至る断層は「福岡県北西沖の断層」、筑紫野市付近から春日市、福岡市中心部を経て博多湾を縦断し志賀島の南東沖に至る断層は「警固断層」とされた。2つの区間はそれぞれ別に活動すると考えられるが、遠い将来において同時に活動する可能性も否定できないとし、両者をまとめて「警固断層帯」とした。警固断層については、次の地震の規模はM7.2程度と考えられ、30年以内の地震発生確率は「最大で6%」と、日本のおもな活断層の中では高いグループに属すると評価された。
なお、福岡県西方沖地震の発震機構は東西方向に圧力軸を持つ北西-南東の横ずれ断層であり、警固断層はその南東側延長に位置する関係上、地震によるずれは警固断層にかかる応力を増大させる可能性がある。このため、警固断層の地震発生確率は上記の値よりも大きい可能性も指摘された。

### 都市型震災
日本の100万都市あるいは政令指定都市におけるマグニチュード7クラスの地震としては、神戸市を直撃した1995年の兵庫県南部地震（阪神・淡路大震災）以来となった。
しかし、阪神・淡路大震災とは異なり震源域が福岡市中心部から離れた沖合だったこと、火災がほとんど発生しなかったこと、阪神・淡路大震災を契機に建物や生活基盤の耐震化が行われていたことなどから、被害の程度は小さかった。また、神戸市では木造住宅や低層の建物が揺れやすい周期1、2秒程度の地震動（キラーパルス）が大きく全壊10万棟を超える甚大な被害となったのに対し、福岡県西方沖地震では地震動が全体的に神戸より小さく最も大きな成分が1秒未満の短周期であったことから、福岡市中心部の建物被害は一部損壊を中心とするに留まったとされる。
この地震では、通話規制が行われた電話に比べて、メールやウェブは比較的スムーズに利用できた。その経験から、地震の際の連絡や情報収集の手段としてメールやウェブを利用する動きが広がった。地震から1か月半後の2005年5月から福岡市の「防災メール」システムが地震・津波にも対応したほか、3か月後の2005年6月には福岡県の「防災メール・まもるくん」システムが設置された。